# Зеленотропинське
Зеленотро́пинське — село в Україні, у Долматівській сільській громаді Скадовського району Херсонської області. Населення становить 514 осіб. 24 лютого 2022 року село тимчасово окуповане російськими військами під час російсько-української війни.

## Населення
Згідно з переписом УРСР 1989 року чисельність наявного населення села становила 448 осіб, з яких 192 чоловіки та 256 жінок.
За переписом населення України 2001 року в селі мешкало 514 осіб.

### Мовний склад
Рідна мова населення за даними перепису 2001 року:
| Мова       | Чисельність, осіб | Доля     |
| ---------- | ----------------- | -------- |
| Українська | 448               | 87,16 %  |
| Вірменська | 38                | 7,39 %   |
| Російська  | 18                | 3,50 %   |
| Молдовська | 7                 | 1,36 %   |
| Інше       | 3                 | 0,59 %   |
| Разом      | 514               | 100,00 % |

## Відомі особи
- Андрієць Сергій Анатолійович (нар. 20 січня 1981) — український футболіст, що грав на позиції нападника.